# Flen
Flen este un oraș în Suedia.

## Demografie
| \| Evoluția demografică a zonei urbane Flen, 1970–2015 \| Evoluția demografică a zonei urbane Flen, 1970–2015 \| Evoluția demografică a zonei urbane Flen, 1970–2015 \| Evoluția demografică a zonei urbane Flen, 1970–2015 \| Evoluția demografică a zonei urbane Flen, 1970–2015 \| \| --------------------------------------------------------------------------------------- \| --------------------------------------------------- \| --------------------------------------------------- \| --------------------------------------------------- \| --------------------------------------------------- \| \| An \| \| \| Locuitori \| \| \| 1970 \| 1970 \| \| 6.768 \| 6.768 \| \| 1975 \| 1975 \| \| 6.770 \| 6.770 \| \| 1980 \| 1980 \| \| 6.751 \| 6.751 \| \| 1990 \| 1990 \| \| 6.331 \| 6.331 \| \| 1995 \| 1995 \| \| 6.369 \| 6.369 \| \| 2000 \| 2000 \| \| 6.159 \| 6.159 \| \| 2005 \| 2005 \| \| 6.114 \| 6.114 \| \| 2010 \| 2010 \| \| 6.229 \| 6.229 \| \| 2015 \| 2015 \| \| 6.594 \| 6.594 \| \| Sursa: SCB - Statistika Centralbyrån, Folkmängden per tätort. Vart femte år 1960 - 2016 \| \| \| \| \| |      |  |           |       |
| Evoluția demografică a zonei urbane Flen, 1970–2015 |      |  |           |       |
| An |      |  | Locuitori |       |
| 1970 | 1970 |  | 6.768     | 6.768 |
| 1975 | 1975 |  | 6.770     | 6.770 |
| 1980 | 1980 |  | 6.751     | 6.751 |
| 1990 | 1990 |  | 6.331     | 6.331 |
| 1995 | 1995 |  | 6.369     | 6.369 |
| 2000 | 2000 |  | 6.159     | 6.159 |
| 2005 | 2005 |  | 6.114     | 6.114 |
| 2010 | 2010 |  | 6.229     | 6.229 |
| 2015 | 2015 |  | 6.594     | 6.594 |
| Sursa: SCB - Statistika Centralbyrån, Folkmängden per tätort. Vart femte år 1960 - 2016 |      |  |           |       |